# Doride (Oceanina)
Doride (in greco antico: Δωρίς?, Dôris) è un personaggio della mitologia greca, un'oceanina, figlia del titano Oceano e della titanide Teti e madre delle nereidi.

## Mitologia
L'oceanina Doride sposò Nereo figlio di Ponto e Gaia e da lui procreò le Nereidi ed il solo figlio maschio Nerito.
Esiodo nella Teogonia la definisce "dagli amabili capelli" e dice che una delle sue figlie portava il suo stesso nome.
Doride era cugina di primo grado del marito Nereo in quanto i rispettivi padri (Oceano e Ponto), erano entrambi figli di Gaia.